# Садгірський парк (Чернівці, вул. Квітковського)
Са́дгірський парк — парк-пам'ятка садово-паркового мистецтва місцевого значення в Україні. Розташований у межах міста Чернівці, на вулиці Квітковського, 2 (місцевість Садгора).
Площа 2 га. Статус присвоєно згідно з рішенням виконавчого комітету Чернівецької обласної ради народних депутатів від 30 травня 1979 року № 198. Перебуває у віданні: Чернівецьке училище УМВС.
Статус присвоєно для збереження парку, заснованого в кінці ХІХ ст. В складі 13 видів екзотів.